# Cityradio Trier
 (janvier 2019).
 (avril 2021).
Si vous disposez d'ouvrages ou d'articles de référence ou si vous connaissez des sites web de qualité traitant du thème abordé ici, merci de compléter l'article en donnant les références utiles à sa vérifiabilité et en les liant à la section « Notes et références ».
Cityradio Trier est une station de radio locale privée de Trèves et de l'Eifel.
Cityradio Trier fait partie de The Radio Group (de).

## Histoire
Elle commence sa diffusion le 13 novembre 2010. Auparavant, il y avait un programme de transition. Les fréquences étaient auparavant utilisées par Antenne West, mise en redressement puis liquidée. Du 3 janvier 2010 jusqu'au début de la diffusion de Cityradio Trier, on pouvait entendre 884 Trier.
Les programmes sont produits au studio de la Porta Nigra.

## Source de la traduction
- (de) Cet article est partiellement ou en totalité issu de l’article de Wikipédia en allemand intitulé « Cityradio Trier » (voir la liste des auteurs).